# Bergens kalvskinn

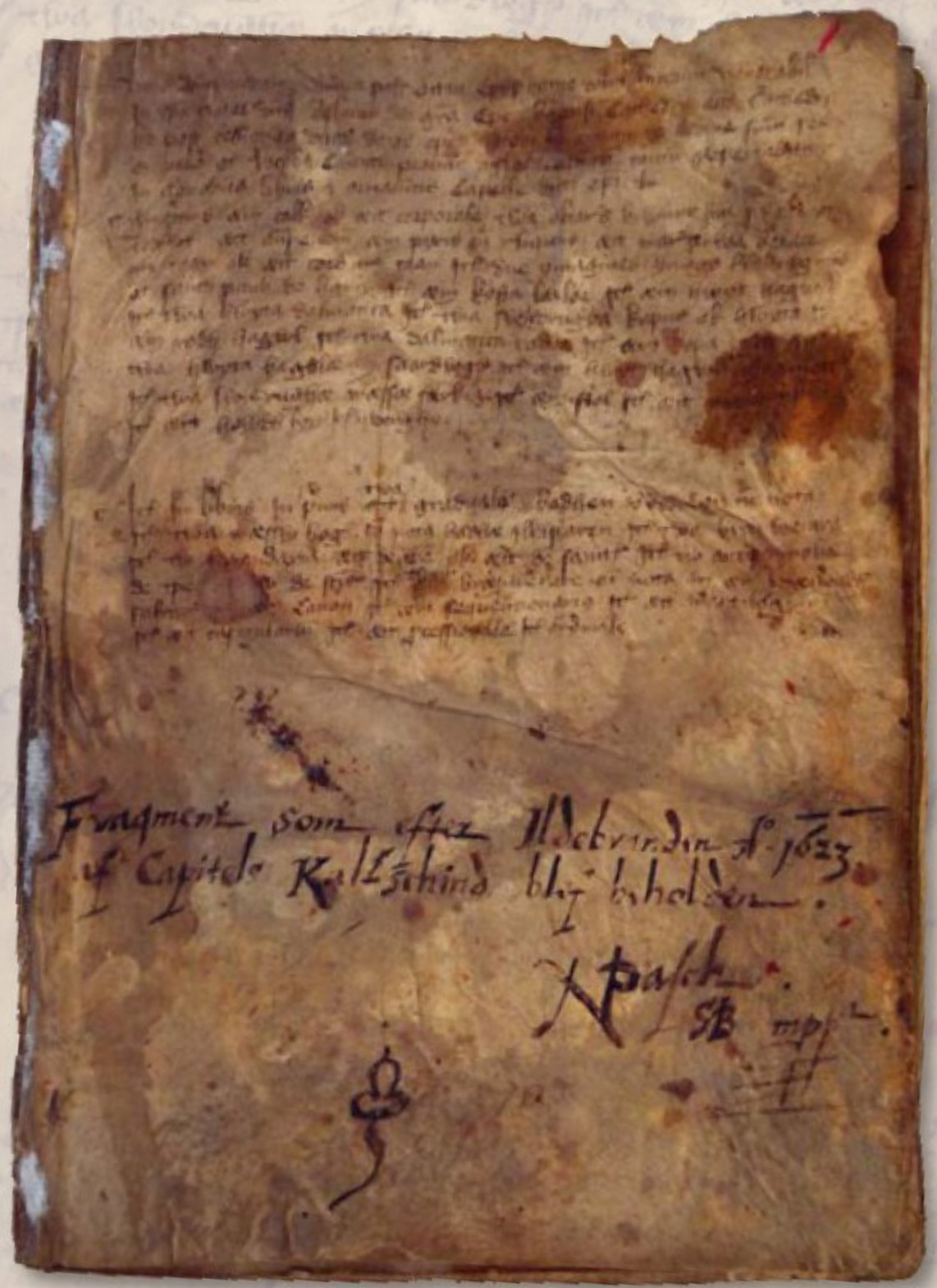
Bergens Kalvskinn

Das Bergens Kalvskinn (altnordisch: Bjǫrgynjar kálfskinn, deutsch Bergener Kalbshaut) ist ein Verzeichnis über die Grundeigentümer des damaligen katholischen Bistums Bjørgvin aus der Mitte des 14. Jahrhunderts. Zudem sind Zahlungen des Zehnten und einzelne Schenkungen an Priester und Kirchen verzeichnet. Mit seinen 50 erhaltenen Seiten gilt es als das älteste bewahrte Verzeichnis dieses Umfangs in Norwegen.
Das Verzeichnis enthält Informationen über Kirchen und Eigentümer in Westnorwegen von Nordfjord bis Sunnhordland und ist eine wichtige Quelle für die soziale und ökonomische Entwicklung der Gegend sowie für die Namenforschung. Viele Ortschaften in Westnorwegen werden erstmals in diesem Dokument benannt. 
Das Original befindet sich heute im Riksarkivet in Oslo. Eine gedruckte Ausgabe wurde 1843 von Peter Andreas Munch herausgegeben.